# Dyrøy
Dyrøy is een gemeente in de Noorse provincie Troms. De gemeente telde 1138 inwoners in januari 2017. Naast het eiland waarnaar de gemeente is vernoemd omvat het een aanpalend gedeelte van het vasteland. Het bestuurscentrum, Brøstadbrotn, ligt op het vasteland. Tussen Brøstadbrotn en het eiland ligt de Dyrøybrug. 
Balsfjord · Bardu · Dyrøy · Gratangen · Harstad · Ibestad · Kåfjord · Karlsøy · Kvæfjord · Kvænangen · Lavangen · Lyngen · Målselv · Nordreisa · Salangen · Senja · Skjervøy · Sørreisa · Storfjord · Tjeldsund · Tromsø

Voormalige gemeentes: Berg · Lenvik · Skånland · Torsken · Tranøy